# Assume Form
Assume Form es el cuarto álbum de estudio del cantautor y productor inglés James Blake. Fue lanzado el 18 de enero de 2019 por Polydor Records. Los críticos describieron que el álbum tiene un sonido más optimista que el trabajo anterior de Blake, especialmente su álbum anterior, The Colour in Anything (2016). El álbum, que contiene elementos de electropop, hip hop y R&B, cuenta con apariciones vocales invitadas de Travis Scott, Moses Sumney, Rosalía y André 3000, así como contribuciones del productor Metro Boomin.
El sencillo principal «Don't Miss It» se lanzó el 4 de junio de 2018 y en enero siguieron dos sencillos más, «Mile High» y «Lullaby for My Insomniac». Tras el lanzamiento del álbum, Assume Form recibió elogios de la crítica por su sonido, romanticismo y producción más optimistas. El álbum fue nominado a mejor álbum de música alternativa en la 62.ª edición de los Premios Grammy.

## Antecedentes y grabación
En 2016, Blake colaboró con Beyoncé en el álbum Lemonade. Después de esto, afirmó que «siempre sintió, o al menos durante mucho tiempo, que [su] posición en la música era burbujear bajo la corriente principal [...] [y] ser como el músico de un músico». Posteriormente, Blake trabajó con numerosos artistas de hip hop y electrónica, incluidos Jay-Z en el álbum 4:44; Kendrick Lamar en el tema «Element»; Mount Kimbie en el álbum Love What Survives; Oneohtrix Point Never en el álbum Age Of; y Travis Scott en la pista «Stop Trying to Be God».
En mayo de 2017, Blake reveló que ya había escrito música nueva, como «cosas de hip hop» y «producciones y ritmos colaborativos», pero agregó que no estaba seguro de si serían sencillos o proyectos independientes. Reservó sesiones espontáneas con Rosalía y André 3000, lo que dio lugar al EP Look Ma No Hands de André 3000, así como a los temas «Barefoot in the Park» y «Where's the Catch?», ambos temas de Assume Form. Blake se inspiró para colaborar con Rosalía después de escuchar su disco debut Los ángeles y afirmó que «honestamente, no había escuchado nada tan vulnerable, crudo y devastador en bastante tiempo». Posteriormente la invitó al estudio e hizo «dos o tres cosas» y agregó que «le encantaba el sonido de nuestras voces juntos». También actuó en el estudio con Travis Scott después de colaborar en su álbum Astroworld. Describió la sesión como inusual y dijo: «[Scott] acababa de lanzar Astroworld, que es como un banger tras otro, y luego viene y hace esta canción de amor dulce y realmente vulnerable [Mile High]». Blake describió la sesión de grabación con Moses Sumney y Metro Boomin para «Tell Them» como un «momento vulnerable».

## Música y letras
Assume Form ha sido descrito como un álbum pop y electropop con elementos de hip hop y R&B, y como significativamente más optimista que sus discos anteriores, numerosas publicaciones lo contrastan con el «completamente abatido» The Colour in Anything. La voz de Blake va desde tonos más profundos hasta un falsete y el disco también presenta voces manipuladas y un «coro propio». Las variaciones de un ritmo de hip hop que aparecen en la pista «Can't Believe the Way We Flow», que Blake interpretó varias veces a fines de 2017, aparecen en varias pistas que no se incluyeron en el álbum. Sus letras aluden principalmente a la relación de Blake con su novia Jameela Jamil y su vida en Los Ángeles. Blake le dijo a Dazed que el álbum trataba sobre sus sentimientos actuales, refiriéndose a sus sentimientos hacia su novia, como reacción a cuando la revista de música en línea Pitchfork describió el sencillo principal de Assume Form «Don't Miss It» como «música de chico triste», y explicó que «en este disco, solo estoy hablando de cómo me siento ahora, y continuaré escribiendo sobre cómo me siento, o a veces no hablaré de cómo me siento, pero jodidamente bien elegiré cuándo hago y cuando no lo hago, sin sentir que porque soy un hombre no debería hacer eso». En una entrevista con Exclaim!, Blake dijo: «Quería tratar de decir lo que quiero decir, lo cual es difícil. A veces da miedo hacer eso. Creo que el miedo me impedía hacerlo antes».

## Promoción y lanzamiento
En diciembre de 2018, James Blake anunció una gira por América del Norte que comenzaría en Atlanta en febrero de 2019 y terminaría en Los Ángeles el mes siguiente. Las personas que habían comprado boletos para la gira por América del Norte también recibieron una copia de su próximo álbum. Más tarde ese mes, Blake mostró un teaser de material nuevo con el rapero y multinstrumentista estadounidense André 3000 durante un espectáculo en Brooklyn.
El 3 de enero de 2019, apareció en línea una página de pedido anticipado de Amazon francés del álbum, que incluía detalles como la fecha de lanzamiento, la lista de canciones y los artistas destacados, lo que revela que el sencillo «Don't Miss It», que fue lanzado el 4 de junio de 2018, era una pista del álbum. Sin embargo, tanto «Vincent», lanzado a fines de 2017, como «If the Car Beside You Moves Ahead», lanzado a principios de 2018, estaban ausentes de la lista de canciones. Sin embargo, se especuló que la filtración era «una falsificación elaborada».
Poco después, aparecieron vallas publicitarias LED y de proyección en Londres y Nueva York promocionando el álbum y revelando una URL para assumeform.com. El sitio presentaba una breve muestra de música ambiental mínima, revelada por Shazam como «Lullaby for My Insomniac», y un gráfico animado con el título del álbum. Posteriormente se agregaron al sitio una etiqueta de inicio de sesión y un video con una serie de preguntas, tomadas de la letra de la canción principal. El 10 de enero, aparecieron carteles promocionales del álbum en el metro de Londres, revelando la portada del álbum y confirmando oficialmente una fecha de lanzamiento para el 18 de enero de 2019 y apariciones especiales de André 3000, Travis Scott, Moses Sumney, Metro Boomin y Rosalía. Tanto la lista de canciones como las colaboraciones fueron confirmadas en la cuenta oficial de Instagram de Blake.
El 17 de enero, solo doce horas antes del lanzamiento del álbum, Blake lanzó la canción «Mile High» con Travis Scott y Metro Boomin después de haberla estrenado en el programa Beats 1 de Zane Lowe. Horas después, se lanzó un tercer sencillo, «Lullaby for My Insomniac». La canción «Barefoot in the Park» fue lanzada como sencillo el 4 de abril, acompañada de un video musical. La canción «Mulholland», que está incluida en la versión en vinilo de Assume Form, fue lanzada el 26 de abril como sencillo.

## Desempeño comercial
Assume Form debutó en el número 21 en el Billboard 200 y en el número uno en la lista Top Dance/Electronic Albums en los Estados Unidos con 22,000 unidades de álbumes equivalentes, incluidas 9,000 de ventas de álbumes tradicionales. El álbum se convirtió en el álbum con las listas más altas de Blake en Billboard y su tercer álbum en las listas por género. Además, todas las pistas del álbum figuraron en la lista Hot Dance/Electronic Songs. Blake también obtuvo su álbum más alto en las listas de éxitos en el Reino Unido, alcanzando el número 6 y vendiendo 6226 unidades de álbumes equivalentes, incluidas 1344 unidades de CD.

## Recepción de la crítica
Assume Form recibió reseñas favorables de los críticos y recibió elogios por su sonido, romanticismo y producción más optimistas. En Metacritic, que asigna una calificación normalizada de 100 a las reseñas de publicaciones profesionales, el álbum recibió una puntuación promedio de 80, basada en 31 reseñas, lo que indica «críticas generalmente favorables». Alexis Petridis de The Guardian elogió a Blake por «agregar colores frescos y notablemente más brillantes a su paleta" y escribió que «es inmensamente agradable ver a un artista que parecía estar en un callejón sin salida ahora que avanza». Neil McCormick de The Daily Telegraph le dio al álbum una puntuación perfecta, calificándolo como el «álbum más completo hasta la fecha» de Blake y «vertiginosamente romántico». Por el contrario, Spencer Kornhaber de The Atlantic escribió que aunque «como una experiencia con auriculares, Assume Form produce los escalofríos esperados», concluyó que el principal defecto del álbum era «explicar en exceso su arte».
En una crítica A− positiva, Wren Graves de Consequence of Sound calificó el álbum como un «logro notable» y elogió a Blake como «uno de los compositores más originales de su generación». Jon Pareles escribió que el álbum «se abre a profundidades embrujadas y gratificantes» en una crítica positiva paraThe New York Times. James Rettig de Stereogum elogió las características del álbum y también elogió su producción, y escribió que aunque «las canciones de Blake ocasionalmente se unen, [...] aquí lo evita al basar cada una en estos giros de forma únicos». Tom Connick de NME le dio al álbum la primera calificación de cinco estrellas del sitio de 2019, elogiando a Blake como «uno de los mejores productores del mundo [...], un compositor brillante y un letrista emotivo». Helen Brown se hizo eco de estos sentimientos en su reseña para The Independent, y escribió que «su inteligencia, honestidad y producción inigualable de marca registrada permanecen intactas» y describió el álbum como «una burbuja de felicidad personal en un océano lleno de plástico».
Fred Thomas fue más reservado en su evaluación de AllMusic, afirmando que «De alguna manera es difícil no perderse ese dolor característico y el minimalismo abatido», pero agregó que el disco «representa el desarrollo artístico y un golpe a la vulnerabilidad emocional de un talento que podría haber pisar territorio bien conocido indefinidamente» y concluyendo que «las perspectivas cambiantes de Assume Form son refrescantes». Andy Beta, en una reseña de Spin, consideró que el álbum es «la declaración más coherente de Blake hasta la fecha» y escribió que «dobla su melancolía, pero también deja espacio para el amor». Alex Suskind de Entertainment Weekly escribió en una crítica positiva que «En su nuevo álbum Assume Form, Blake abandona esa desesperación penetrante, aunque no su vulnerabilidad emocional, al elegir el romance sobre la tristeza».
En una crítica más negativa, Philip Sherburne de Pitchfork criticó la «seriedad sofocante» del álbum por atascar «momentos genuinos de ligereza y amor». Sin embargo, Blake respondió que cree que «todavía podrían estar un poco molestos porque les dije algo por su masculinidad tóxica», refiriéndose a cuando criticó al sitio por llamar a su canción «Don't Miss It» una canción de «chico triste».

### Reconocimientos
| Publicación          | Reconocimiento                          | Clasificación | Ref.   |
| -------------------- | --------------------------------------- | ------------- | ------ |
| Afisha Daily (Rusia) | Los mejores álbumes extranjeros de 2019 | 3             | [ 58 ] |
| Complex              | Los mejores álbumes de 2019             | 27            | [ 59 ] |
| The Guardian         | Los 50 mejores álbumes de 2019          | 31            | [ 60 ] |
| NME                  | Los 50 mejores álbumes de 2019          | 22            | [ 61 ] |
| Time                 | Los 10 mejores álbumes de 2019          | 10            | [ 62 ] |

## Lista de canciones
| N.º   | Título                                        | Escritor(es)                                        | Productor(es)                                                                      | Duración |  |
| 1.    | «Assume Form»                                 | James Litherland                                    | James Blake Dominic Maker [ nota 1 ]                                               | 4:49     |  |
| 2.    | «Mile High» (con Travis Scott y Metro Boomin) | Litherland Jacques Webster II Leland Wayne          | James Blake Metro Boomin Dre Moon Wavy                                             | 3:13     |  |
| 3.    | «Tell Them» (con Moses Sumney y Metro Boomin) | Litherland Moses Sumney Wayne Allen Ritter          | James Blake Metro Boomin Dre Moon Ritter Maker [ nota 1 ] Jameela Jamil [ nota 1 ] | 3:28     |  |
| 4.    | «Into the Red»                                | Litherland                                          | James Blake Maker [ nota 2 ] Jamil [ nota 1 ]                                      | 4:17     |  |
| 5.    | «Barefoot in the Park» (con Rosalía)          | Litherland Rosalía Tobella Paco Ortega              | James Blake Maker [ nota 1 ]                                                       | 3:31     |  |
| 6.    | «Can't Believe the Way We Flow»               | Litherland Roger Joyce Victoria Pike Teddy Randazzo | James Blake Maker [ nota 2 ] Daniel Lopatin [ nota 1 ]                             | 4:27     |  |
| 7.    | «Are You in Love?»                            | Litherland                                          | James Blake Jamil [ nota 1 ]                                                       | 3:17     |  |
| 8.    | «Where's the Catch?» (con André 3000)         | André Benjamin                                      | James Blake Maker [ nota 2 ]                                                       | 4:36     |  |
| 9.    | «I'll Come Too»                               | Litherland Bruno Nicolai                            | James Blake Maker [ nota 2 ] Jamil [ nota 1 ]                                      | 3:42     |  |
| 10.   | «Power On»                                    | Litherland                                          | James Blake Maker [ nota 2 ] Jamil [ nota 1 ]                                      | 4:06     |  |
| 11.   | «Don't Miss It»                               | Litherland                                          | James Blake Maker [ nota 2 ]                                                       | 4:59     |  |
| 12.   | «Lullaby for My Insomniac»                    | Litherland                                          | James Blake                                                                        | 3:43     |  |
| 48:08 |                                               |                                                     |                                                                                    |          |  |

| Bonus tracks de Japón |                                     |              |                              |          |  |
| N.º                   | Título                              | Escritor(es) | Productor(es)                | Duración |  |
| 13.                   | «Vincent» (Cover de Don McLean)     | Don McLean   | Ed Freeman                   | 5:12     |  |
| 14.                   | «If the Car Beside You Moves Ahead» | Litherland   | James Blake Maker [ nota 2 ] | 4:23     |  |
| 57:54                 |                                     |              |                              |          |  |

| LP bonus track |                                                                  |              |               |          |  |
| N.º            | Título                                                           | Escritor(es) | Productor(es) | Duración |  |
| 1.             | «Mulholland» (Side D, pista 3 3; pista 12 en al versión digital) | Litherland   | James Blake   | 3:11     |  |

Notas
1. 1 2 3 4 5 6 7 8 9  Como productor adicional
2. 1 2 3 4 5 6 7  Como co-productor

Créditos de samples
- «Assume Form» contiene una muestra de «Depression», escrita por Adam Tench e interpretada por Rage Almighty.[65]
- «Barefoot in the Park» contiene un sample de «Fíl a Run Ó», interpretada por Valerie Armstrong, y una interpolación de «Entre dos puertos (Alegrías)», escrita por Paco Ortega e interpretada por Niña Pastori.[65]
- «Can't Believe the Way We Flow» contiene una muestra de «It Feels So Good to Be Loved So Bad», escrita por Teddy Randazzo e interpretada por The Manhattans.[65]
- «Where's the Catch?» contiene una muestra de «Fire», escrita e interpretada por la Hermana Irene O'Connor.[65]
- «I'll Come Too» contiene una muestra de «La Contessa, Incontro», escrita e interpretada por Bruno Nicolai.[65]

## Personal
Créditos adaptados de las notas oficiales del álbum.

### Músicos
- James Blake – producción, voz
- Dominic Maker – producción adicional (pistas 1, 3, 5), coproducción (pistas 4, 6, 8-11)
- Jameela Jamil – arreglo adicional (pistas 1, 6), producción adicional (pistas 3, 4, 7, 9, 10)
- Travis Scott – voz destacada (pista 2)
- Metro Boomin – producción (pistas 2, 3)
- Dre Moon – producción (pistas 2, 3)
- Ondulado – producción (pista 2)
- Moses Sumney – voz destacada (pista 3)
- Allen Ritter – producción (pista 3)
- Peter Lee Johnson – arreglo (pista 3)
- ROSALÍA – percusión adicional (pista 3), voz destacada (pista 5)
- Kalim Patel – arreglo adicional (pistas 5, 9)
- Daniel Lopatin – producción adicional (pista 6), teclados adicionales (pista 8)
- André 3000 – voz destacada (pista 8)

### Técnico
- Nathan Boddy – mezcla, masterización
- James Blake – mezcla
- Joshua Smith – ingeniero de grabación (pistas 1, 3-11, 13)
- Ethan Stevens – ingeniero de grabación (pistas 2, 3, 10)
- Jason Lader – ingeniero de grabación (pista 12)

### Diseño
- Reed Bennett – diseño
- Bryan Rivera – diseño
- Allen Chiu – diseño
- Amanda Charchian – fotografía
- Meagan Judkins – productora visual

## Posicionamiento en listas
| Listas (2019)                            | Mejor posición |
| ---------------------------------------- | -------------- |
| Australia (ARIA)                         | 22             |
| Austria (Ö3 Austria)                     | 16             |
| Bélgica (Ultratop flamenca)              | 4              |
| Bélgica (Ultratop valona)                | 97             |
| Canadá (Billboard Canadian Albums)       | 8              |
| Dinamarca (Hitlisten)                    | 7              |
| Países Bajos (Album Top 100)             | 17             |
| Francia (SNEP)                           | 60             |
| Alemania (Offizielle Top 100)            | 27             |
| Irlanda (IRMA)                           | 18             |
| Italia (FIMI)                            | 89             |
| Letonia (LAIPA)                          | 5              |
| Lituania (AGATA)                         | 4              |
| Nueva Zelanda (Recorded Music NZ)        | 21             |
| Noruega (VG-lista)                       | 21             |
| Escocia (Scottish Albums Chart)          | 45             |
| España (PROMUSICAE)                      | 60             |
| Suecia (Sverigetopplistan)               | 21             |
| Suiza (Schweizer Hitparade)              | 9              |
| Reino Unido (UK Albums Chart)            | 6              |
| Estados Unidos (Billboard 200)           | 21             |
| Estados Unidos (Dance/Electronic Albums) | 1              |

| Listas (2019)                                          | Posición |
| ------------------------------------------------------ | -------- |
| Bélgica (Ultratop Flanders)                            | 194      |
| Estados Unidos Top Dance/Electronic Albums (Billboard) | 25       |

## Historial de lanzamientos
| Región | Fecha                 | Formato(s)                             | Sello(s) discográfico(s) | Ref.                 |
| ------ | --------------------- | -------------------------------------- | ------------------------ | -------------------- |
| Varios | 18 de enero de 2019   | Descarga digital streaming CD cassette | Polydor                  | [ 90 ] [ 91 ] [ 92 ] |
| Japón  | 27 de febrero de 2019 | CD                                     | Universal Music Japan    | [ 93 ]               |
| Varios | 10 de mayo de 2019    | LP                                     | Polydor                  | [ 64 ]               |